# 再见吧！少年
《再见吧！少年》是中華人民共和國一部電影，由刘敏涛、荣梓杉、谭凯、顾语涵、徐可珑、刘人赫、郑颖娴、陈楚生、斯外戈主演，林子平执导，禹岚馨，王安齐，樊菁，蒋丽华编剧，黄志明监制，爱奇艺影业（上海）有限公司出品，2020年10月5日在中華人民共和國各大電影院上映，10月23日在爱奇艺上线。電影劇情改編自現實中16歲去世的少年王越阳，講述的是14歲少年王新阳從確診白血病到去世以及其家庭的故事。
影片在第34届中国电影金鸡奖中获提名最佳儿童片、最佳女主角两项大奖。